# Stazione di Mizonokuchi

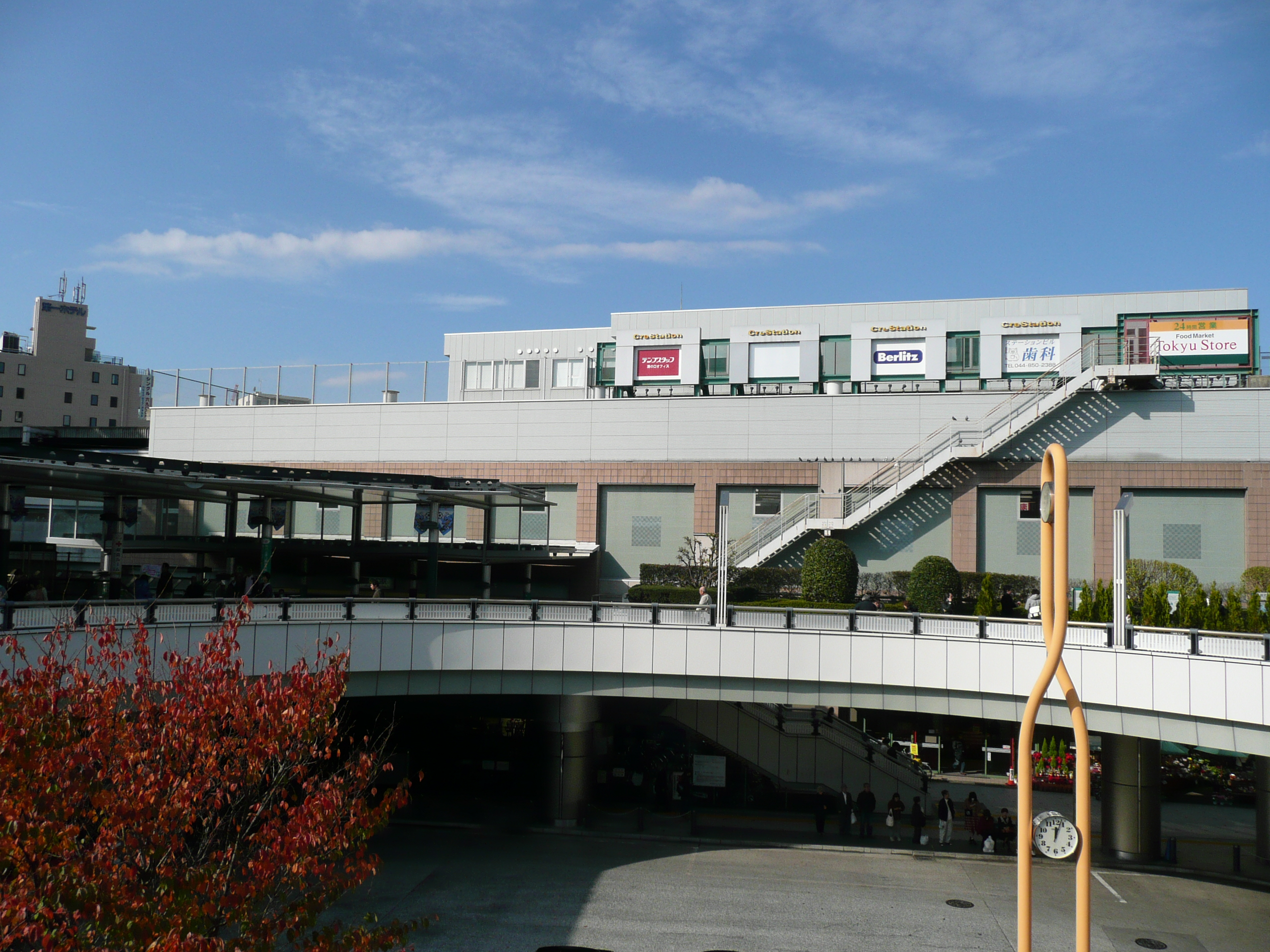
Vista esterna della stazione

La stazione di Mizonokuchi (溝の口駅?, Mizonokuchi-eki) è una stazione ferroviaria situata nel quartiere di Takatsu-ku, a Kawasaki, città giapponese della prefettura di Kanagawa. Essa è attraversata dalla linea Den-en-toshi ed è capolinea per la linea Ōimachi della Tōkyū Corporation.

## Storia
La stazione di Mizonokuchi venne inaugurata il 15 luglio 1927 lungo la Ferrovia elettrica di Tamagawa (玉川電気鉄道?, Tamagawa Denski Tetsudō). Divenne, a partire dal 20 gennaio 1966, stazione della linea Tōkyū Ōimachi Line, e dall'aprile dello stesso anno anche una stazione della linea Tōkyū Den-en-toshi Line. Inizialmente realizzata con un solo marciapiede laterale, nel 1992 venne potenziata con quattro binari e due marciapiedi a isola.

## Linee
Tōkyū Corporation
● Linea Tōkyū Den-en-toshi
● Linea Tōkyū Ōimachi

## Struttura
La stazione è realizzata in viadotto, con i due binari più esterni per la linea Den-en-toshi e quelli interni per la linea Ōimachi.
| 1 | ● Linea Tōkyū Den-en-toshi | per Saginuma, Nagatsuta e Chūō-Rinkan                                                           |
| 2 | ● Linea Tōkyū Ōimachi      | solo discesa                                                                                    |
| 3 | ● Linea Tōkyū Ōimachi      | per Futako-Tamagawa, Jiyūgaoka e Ōimachi                                                        |
| 4 | ● Linea Tōkyū Den-en-toshi | per Futako-Tamagawa, Shibuya e, via linea Hanzōmon, Oshiage e, via linea Tōbu Isesaki, Kasukabe |

## Stazioni adiacenti
| «                        | Servizio                 | »                        |
| Linea Tōkyū Den-en-toshi | Linea Tōkyū Den-en-toshi | Linea Tōkyū Den-en-toshi |
| ------------------------ | ------------------------ | ------------------------ |
| Takatsu                  | Locale                   | Kajigaya                 |
| Futako-Tamagawa          | Semiespresso Espresso    | Saginuma                 |
| Linea Tōkyū Ōimachi      |                          |                          |
| Takatsu                  | Locale A                 | Capolinea                |
| Futako-Tamagawa          | Locale B Espresso        | Capolinea                |